# Kaltenherberg (Schnaittach)
Kaltenherberg ist ein Gemeindeteil des Marktes Schnaittach im Landkreis Nürnberger Land (Mittelfranken, Bayern). Kaltenherberg liegt in der Gemarkung Rabenshof.

## Geografie
Die in der Hersbrucker Alb gelegene Einöde liegt in Hanglage zum Tal des Höllgrabens, eines linken Zuflusses des Siegersdorfer Bachs. Eine Gemeindeverbindungsstraße führt nach Hinterhof (0,5 km nordwestlich).

## Geschichte
Der Ortsname bedeutet so viel wie nicht beheizbare Unterkunft, also eine Herberge, die den Durchreisenden nur wenig Bequemlichkeit anbieten konnte.
Mit dem Gemeindeedikt wurde Kaltenherberg im Jahr 1808 der Steuerdistrikt Hedersdorf und der Ruralgemeinde Hedersdorf zugewiesen. Mit dem Zweiten Gemeindeedikt (1818) kam der Ort zur neu gebildeten Ruralgemeinde Rabenshof. Am 1. Juli 1931 wurde diese aufgelöst und Kaltenherberg nach Siegersdorf eingegliedert. Im Zuge der Gebietsreform in Bayern wurde Kaltenherberg am 1. Juli 1971 nach Schnaittach eingemeindet.

## Baudenkmäler

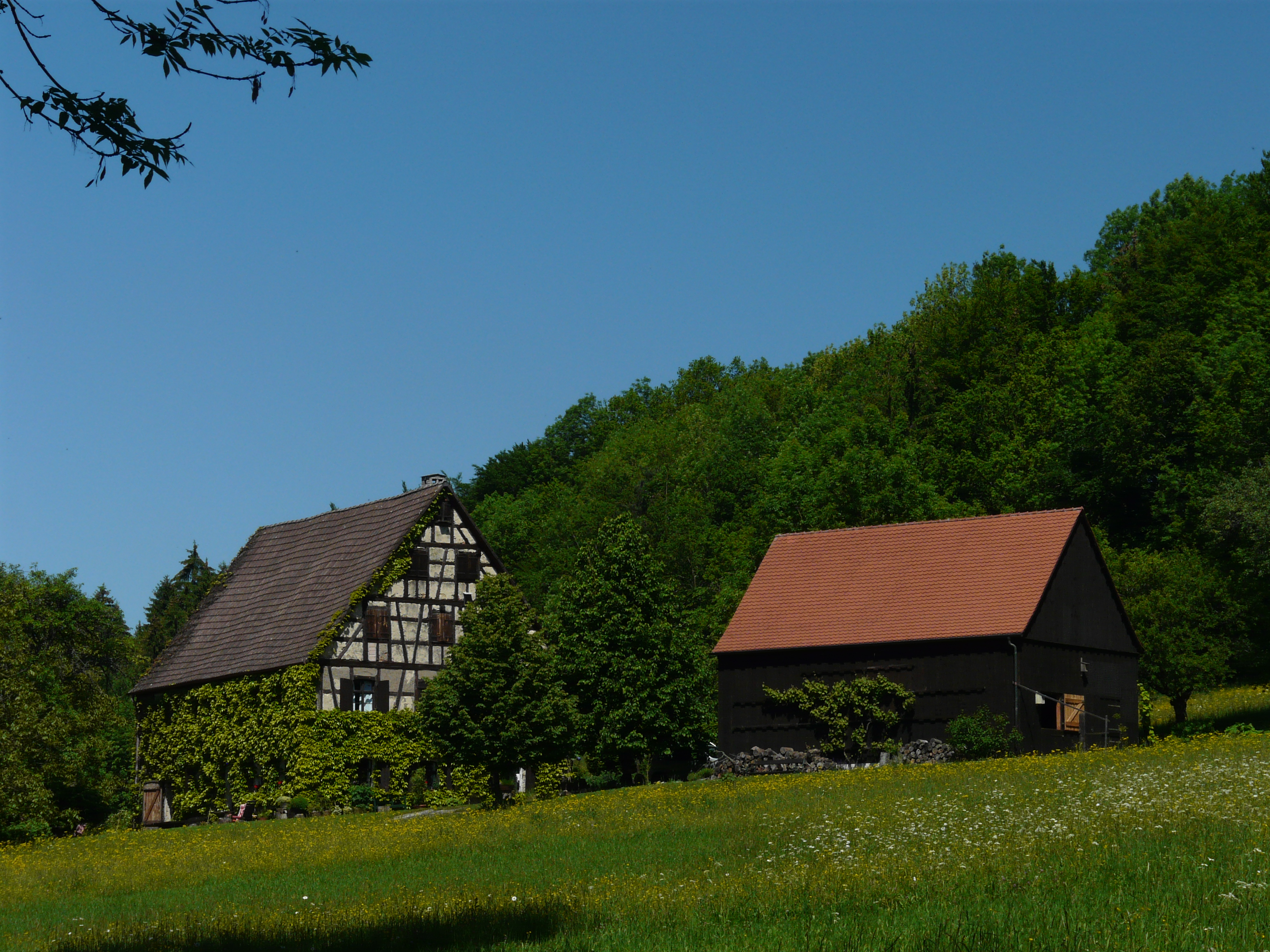
Die Einöde Kaltenherberg

Bei der Einöde Kaltenherberg handelt es sich um ein als Wohnstallhaus ausgeführtes ehemaliges Hopfenbauernhaus, an dessen Obergeschoss die Jahreszahl „1875“ angebracht ist.